# Antananarivo (provincie)
Antananarivo is een historische provincie van Madagaskar met een oppervlakte van 58.283 km² en 4.580.788 inwoners (juli 2001). De hoofdstad was Antananarivo, de hoofdstad van het land waarvan de naam "stad van duizend mensen" betekent.
Antananarivo · Antsiranana · Fianarantsoa · Mahajanga · Toamasina · Toliara